# Кулинарная книга
Кулина́рная кни́га (пова́ренная кни́га) — справочное издание, содержащее, в основном, различные рецепты приготовления пищи и напитков. Современные кулинарные книги, как правило, хорошо иллюстрированы, а кроме рецептов могут содержать советы по сервировке стола, правильному питанию, выбору продуктов и кухонной техники.

## История
В Междуречье были найдены древние глиняные таблички, которые содержали рецепты приготовления блюд, возможно, — это первые кулинарные книги в истории. Первую поваренную книгу составил в V веке до н. э. сицилийский повар Мифек; от неё сохранился единственный рецепт (приготовления цеполы), процитированный в компиляции Афинея.
Древнейшей сохранившейся кулинарной книгой в Европе считается De re coquinaria, написанная в конце IV — начале V веков на латыни. Первое печатное издание этой книги появилось в 1483 году. Это произведение описывает древнегреческую и древнеримскую кухни, но при этом содержит минимум деталей о готовке пищи.
Из старинных кулинарных книг Китая известностью пользуются Яншэнь-фан (ок. 200 г. до н. э.) и Иньшань-чжэнъяо («Важнейшие принципы пищи и напитков»), написанная диетологом Ху Сыхуэем в 1330 году.  Со времён Сефевидов сохранилось несколько персидских трактатов кулинарного характера, в том числе Карнаме Мохаммада Али Баварчи (1521), который включает в себя инструкции по приготовлению более 130 различных блюд и выпечки, и Мадат-ол-Хаят Нуроллы Ашпаза (1597).
После почти тысячелетнего перерыва книги по кулинарии стали появляться в Европе только в XIII веке, примерами могут служить Le Viandier, Liber de Coquina и Forme of Cury. С XV века сохранилось немало западноевропейских рукописей с подробным описанием рецептов того времени. Средневековые манускрипты свидетельствуют о возвращении в кулинарный оборот многих забытых со времён античности трав и специй (отчасти под влиянием восточной кухни, с которой крестоносцы столкнулись в Азии).
По подсчётам исследователей с 1650 по 1789 годы во Франции было издано 230 книг на гастрономические темы. Расцвет кулинарной книги в Европе и Северной Америке связан с викторианской эпохой (2-я половина XIX века), придававшей огромное значение наружной, обрядовой стороне домашней жизни. Для молодых хозяек издавалось множество пособий по правильному ведению домашнего хозяйства, как правило, содержавших и разделы с рецептами блюд. В это время заниматься составлением кулинарных книг не гнушались даже именитые литераторы, как, например, Александр Дюма-отец, издавший незадолго до смерти «Большой кулинарный словарь», и князь Владимир Одоевский.

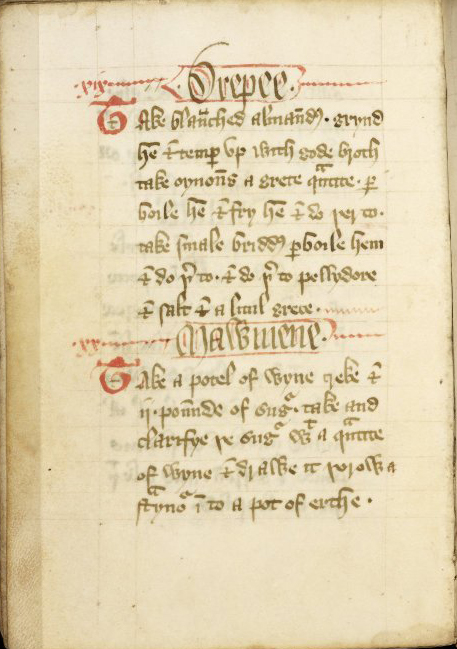
Страница средневековой поваренной книги

В продолжение XX века кулинарные книги развивались по пути всё большей специализации. Стали появляться кулинарные книги, рассчитанные не только на широкий круг домохозяек, но и на профессионалов ресторанного дела, пособия по кухням народов мира, а также сборники рецептов, отобранных по определённому принципу (напр., «200 рецептов блюд на открытом воздухе: гриль, барбекю, шашлык»).
В современном мире большим спросом пользуются кулинарные книги, выпущенные под именем известного шеф-повара, особенно если он ведёт кулинарную передачу на телевидении. За коммерческим успехом книги, пропагандирующей ту или иную диету, как правило, следует издание сборника рецептов для тех, кто решит этой диеты придерживаться.

## В России
Первая на русском языке книга с рецептами блюд появилась в 1773 году под эгидой Вольного экономического общества. Это было «Экономическое наставление дворянам, крестьянам, поварам и поварихам» за авторством члена общества С. В. Друковцева, служившего в Главной провиантской канцелярии. Большинство рецептов составитель почерпнул из иностранных журналов и кулинарных книг.
На рубеже XVIII и XIX вв. вышли в свет «Старинная русская хозяйка, ключница и стряпуха» Н. П. Осипова (1790), изданная анонимно в Костроме «Постная повариха» (1793), «Народная поварня» и «Самоучитель поваренного искусства» (обе — 1808). В 1795—1797 годах был издан в шести томах переведённый В. А. Левшиным «Словарь поваренный, приспешничий, кандиторский и дистиллаторский», в котором были собраны «подробные наставления о приготовлении разных блюд французской, немецкой, голландской, испанской и английской кухонь, а также пирожных, десертов, варений, салатов, вод, эссенций, ликеров».
Практическое значение кулинарных изданий Русского Просвещения ограничивалось лапидарностью рецептов и отсутствием конкретики при указании количества ингредиентов. Пример рецепта того времени — «Рябчики или маленькие птички жареные с яичными желтками, с репным соком, рюмка ренского, с красным бульоном». Уха называлась на французский лад «консоме», а треска — «лабарданом». Для непрофессионалов (особенно простолюдинов, не знакомых с французским языком) расшифровка таких рецептов представляла непреодолимые трудности.
Упомянутый выше «писатель по хозяйственной части» Василий Левшин на фоне прилива патриотизма, вызванного победой над Наполеоном, выпустил первое пособие по русской национальной кухне. В 1816 году в Москве вышло его сочинение «Русская поварня, или Наставление о приготовлении всякого рода настоящих русских кушаньев и о заготовлении впрок разных припасов». Автор раскрывал публике секреты дедовских блюд, восходивших в ряде случаев к допетровскому времени, и сетовал на то, что подражание всему иностранному вытеснило со столов русских людей любимые кушанья их предков.
В николаевское царствование поваренные книги становятся необходимой принадлежностью любой дворянской библиотеки. Автор «Энциклопедии молодой русской хозяйки» конца 1830-х годов советовал дамам во избежание обмана со стороны нерадивых кухарок «иметь поваренные книги и по ним готовить время от времени». Даже такой аристократ, как князь В. Ф. Одоевский, увлёкся составлением рецептов соусов и опубликовал свои «лекции о кухонном искусстве» в приложении к «Литературной газете» под псевдонимом профессора Пуфа. Наиболее популярным и авторитетным кулинарным изданием того времени была «Ручная книга русской опытной хозяйки» (1842), составленная Екатериной Авдеевой, сестрой журналиста Н. Полевого.
Поваренная книга Елены Молоховец «Подарок молодым хозяйкам», впервые опубликованная в 1861 году, стала бестселлером дореволюционной России. 28 изданий книги были распроданы рекордным тиражом в 295 тысяч экземпляров. Подобно составительницам популярнейших кулинарных книг в других странах Европы того времени, Молоховец

Не просто учит готовить, а моделирует образ жизни, в качестве бонуса предлагая подробнейшую инструкцию, как этот образ создать. Здесь имеется календарь питания, в котором для каждого дня года предложены рецепты с учётом требований церковных постов и стоимости ингредиентов в зависимости от времени года. Состоятельный читатель может выбрать более дорогой вариант, тем, кто победнее, предлагаются бюджетные блюда, найдут рецепты по душе и увлеченные входившим в моду вегетарианством. Таким образом, сборник рецептов превратился в подробный регламент быта на целый год.
В советские годы наиболее распространённой кулинарной книгой стала «Книга о вкусной и здоровой пище». Впервые издана в 1939 году, после чего выдержала ещё 9 изданий (последнее — в 2016-м). Стала культовым кулинарным изданием в СССР. Её содержание менялось в зависимости от политических изменений в стране (первые издания, к примеру, содержали цитаты И. В. Сталина), а также экономической ситуации, что отражалось на доступности многих продуктов питания для населения. Одним из авторов и редакторов послевоенных изданий «Книги о вкусной и здоровой пище» был крупнейший знаток русской кулинарии Вильям Похлёбкин.

## Известные кулинарные книги
- конец IV — начало V века — Апициевский корпус
- конец XIII — начало XIV века — Liber de Coquina
- ок. 1300 — Le Viandier
- ок. 1390 — Метод приготовления пищи
- 1394 — Le Ménagier de Paris
- 1727 — The Compleat Housewife[англ.]
- 1747 — Искусство готовки ясно и легко[англ.]
- 1806 — Новая система домашней кухни
- 1845 — Элиза Актон. Современная кулинария для частных семей[англ.]
- 1861 — Подарок молодым хозяйкам
- 1896 — Boston Cooking-School Cook Book[англ.]
- 1903 — Гид по кулинарии[англ.]
- 1927 — Le Livre de cuisine de Mme E. Saint-Ange[фр.]
- 1931 — Радость приготовления пищи
- 1938 — Larousse Gastronomique
- 1939 — Книга о вкусной и здоровой пище
- 1950 — Серебряная ложка
- 1955 — Кулинария
- 1961 — Осваивая искусство французской кухни
- 1971 — Диета для маленькой планеты[англ.] (вегетарианская)
- 1999 — Поваренная книга Нянюшки Ягг